# Sérénade de Bruch

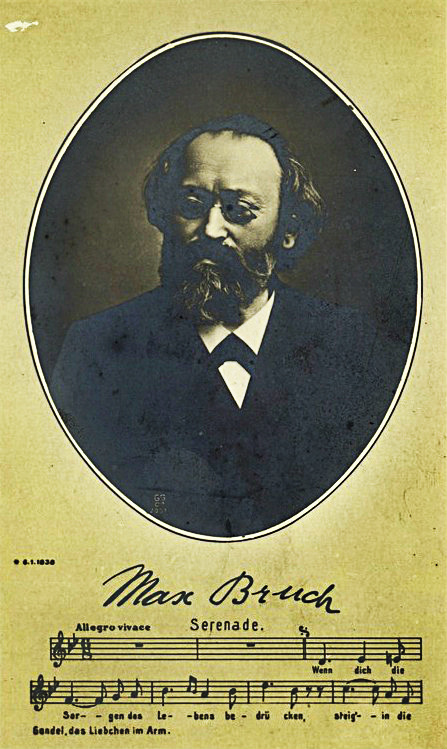
Max Bruch, 1900.

La Sérénade en la mineur, op. 75 de Max Bruch est une œuvre pour violon et orchestre et a été composée en 1900. 

## Structure
Le morceau a quatre mouvements, et dure approximativement 35 à 40 minutes:
1. Andante con moto
2. Allegro moderato, alla marcia
3. Notturno
4. Allegro energico e vivace